# Écran Retina
Les écrans Retina (Retina Display en anglais) sont une ligne d'écrans à cristaux liquides de haute résolution d'Apple. « Retina » est une marque déposée par Apple en juin 2010 et enregistrée en novembre 2012 pour les écrans de ses appareils électroniques. La définition supérieure de l'écran Retina augmente la visibilité des images et améliore le confort visuel de l'utilisateur.

## Présentation
La résolution (densité de pixels) serait suffisamment haute pour que l'œil humain ne soit pas en mesure de constater la pixellisation dans des conditions normales d'utilisation.
En 2012, ces écrans sont produits par Samsung Electronics pour l'iPad (et certaines dalles de MacBook Pro Retina) et par LG Display et Japan Display pour les autres produits du fabricant, dont l'iPhone, le MacBook Pro, l'iPad à partir de la troisième génération et l'iPod touch à partir de la quatrième. Ce sont des écrans LCD rétroéclairés par LED.
Retina est une dénomination commerciale qui n'a pas fait l'objet d'une définition technique par son déposant. Le premier appareil Apple équipé d'un écran Retina a été l'iPhone 4, sorti en juin 2010.
Dans les années qui ont suivi l'apparition des écrans Retina, d'autres marques ont dépassé la densité des écrans d'Apple, le premier étant le HTC Droid DNA en novembre 2012 avec 441 pixels par pouce, lui-même dépassé en 2013 par le HTC One avec 468 pixels par pouce.

## Principes
Bien que n’étant l’objet d’aucune normalisation industrielle, l’appellation « Retina » repose sur un constat scientifique : le pouvoir de résolution de la vision humaine. Celle-ci est d’environ une minute d’arc.
Pour une distance de vue donnée d et un α donc proche de  0,017°, il est ainsi possible à l'aide d'une relation trigonométrique simple de déterminer la taille maximale du pixel en deçà de laquelle l'écran est « Retina ».

## Les modèles d'écran Retina
| Modèle                                                    | pixels par cm (px/cm) | pixels par pouce (PPP) | Définition d'écran | Pixels totaux | Type de Retina    | Résolution |
| --------------------------------------------------------- | --------------------- | ---------------------- | ------------------ | ------------- | ----------------- | ---------- |
| iPhone 4/4S et iPod touch (4e génération)                 | 128                   | 326                    | 960 × 640          | 614 400       | Retina            | SD         |
| iPhone 5/5c/5s/SE et iPod touch (5e, 6e et 7e génération) | 128                   | 326                    | 1 136 × 640        | 727 040       | Retina            | SD         |
| iPhone 6 / 6s / 7 / 8 (4,7")                              | 128                   | 326                    | 1 334 × 750        | 1 000 500     | Retina HD         | HD         |
| iPhone 6 Plus / 6s Plus / 7 Plus / 8 Plus (5,5")          | 157                   | 401                    | 1 920 × 1 080      | 2 073 600     | Retina HD         | FHD        |
| iPhone X / Xs (5,8")                                      | 180                   | 458                    | 2 436 x 1 125      | 2 740 500     | Super Retina HD   | FHD+       |
| iPhone Xr / 11 (6,1")                                     | 128                   | 326                    | 1 792 x 828        | 1 483 776     | Liquid Retina     | HD+        |
| iPhone 12 mini / 13 mini (5,4")                           | 187                   | 476                    | 2 340 x 1 080      | 2 527 200     | Super Retina XDR  | FHD        |
| iPhone 12 / 13 (6,1")                                     | 180                   | 458                    | 2 532 x 1 170      | 2 962 440     | Super Retina XDR  | FHD+       |
| iPhone 11 Pro / 12 Pro / 13 Pro (6,1")                    | 180                   | 458                    | 2 532 x 1 170      | 2 962 440     | Super Retina XDR  | FHD+       |
| iPhone 11 Pro Max / 12 Pro Max / 13 Pro Max (6,7")        | 180                   | 458                    | 2 778 x 1 284      | 3 566 952     | Super Retina XDR  | FHD+       |
| MacBook Pro 13"                                           | 89                    | 227                    | 2 560 × 1 600      | 4 096 000     | Retina            | QHD+       |
| MacBook Pro 15"                                           | 87                    | 220                    | 2 880 × 1 800      | 5 184 000     | Retina            | QHD+       |
| MacBook Pro 16"                                           | 88                    | 226                    | 3 072 x 1 920      | 5 898 240     | Retina            | QHD+       |
| MacBook Pro 16,2"                                         | 100                   | 254                    | 3456 x 2234        | 7 720 704     | Liquid Retina XDR | QHD+       |
| iMac 21,5"                                                | 41                    | 105                    | 1 920 x 1 080      | 2 073 600     | Retina            | FHD        |
| iMac 24"                                                  | 86                    | 218                    | 4 480 x 2 520      | 11 289 600    | Retina            | QHD+       |
| iMac Retina 4K 21,5"                                      | 86                    | 218                    | 4 096 x 2 304      | 9 437 184     | Retina            | 4K         |
| iMac Retina 5K 27"                                        | 86                    | 218                    | 5 120 × 2 880      | 14 745 600    | Retina            | 5K         |
| Apple Watch 38 mm                                         | 114                   | 313                    | 272 x 340          | 92 480        | Retina            | SD         |
| Apple Watch 42 mm                                         | 119                   | 323                    | 312 × 390          | 121 680       | Retina            | SD         |
| MacBook 12"                                               | 88                    | 226                    | 2 304 × 1 440      | 3 317 760     | Retina            | QHD        |
| iPad (depuis la 3e génération)                            | 105                   | 264                    | 2 048 x 1 536      | 3 145 728     | Retina            | QHD+       |
| iPad mini (depuis la 2e génération)                       | 128                   | 326                    | 2 048 x 1 536      | 3 145 728     | Retina            | QHD+       |
| iPad Pro 9,7"                                             | 105                   | 265                    | 2 048 x 1 536      | 3 145 728     | Retina            | QHD+       |
| iPad Pro 10,5"                                            | 105                   | 265                    | 2 224 x 1 668      | 3 709 632     | Retina            | QHD+       |
| iPad Pro 11"                                              | 105                   | 264                    | 2 388 x 1 668      | 3 983 184     | Liquid Retina     | QHD+       |
| iPad Pro 12,9"                                            | 105                   | 265                    | 2 732 × 2 048      | 5 595 136     | Liquid Retina XDR | WQHD+      |

La résolution angulaire de ces écrans est très proche (iPhone) ou supérieure (MacBook Pro) à la résolution angulaire de l'œil, soit 1 minute d'arc.
Apple a fait évoluer la dénomination de ses écrans Retina sur iPhone suivant les modèles et leurs spécifications :
- Retina HD, introduit avec l'iPhone 6
- Super Retina HD, introduit avec l'iPhone X
- Liquid Retina HD, introduit avec l'iPhone XR
- Super Retina XDR, introduit avec l'iPhone 11 Pro

Apple a fait évoluer la dénomination de ses écrans Retina sur iPad suivant les modèles et leurs spécifications :
- Écran Liquid Retina, introduit depuis l'iPad Pro (2018)
- Écran Liquid Retina XDR, introduit avec l'iPad Pro (2021)
- Écran Ultra Retina XDR, introduit avec l'iPad Pro (2024)

## Avantages et inconvénients
Les écrans Retina offrent une qualité de lecture supérieure par rapport à celle proposée par les prédécesseurs d'Apple. Ils permettent ainsi un meilleur confort visuel, car moins fatigant pour les yeux, pour les consommateurs. D'une meilleure qualité que les écrans LCD traditionnels, il offre cependant un moins bon rendu visuel (couleur, rafraichissement, etc.) que les écrans OLED (AMOLED pour les Smartphones) des concurrents. Étant moins couteux à produire, il est privilégié sur la gamme standard d'Apple, celui-ci ayant fait le choix des écrans OLED sur sa gamme "Pro".